# Colrain
Colrain est une ville du Comté de Franklin dans l’État du Massachusetts.
Elle a été incorporée en 1761.
Sa population était de 1 606 habitants en 2020.